# مارتن رايت (لاعب كريكت)
مارتن رايت (16 أكتوبر 1934 - )  (بالإنجليزية: Martin Wright)‏ هو لاعب كريكت بريطاني.